# Marie Jeanette de Lange
Marie Jeanette de Lange (Batavia, 20 dicembre 1865 – Wapenveld, 7 luglio 1923) è stata una pittrice e avvocata olandese.

## Biografia

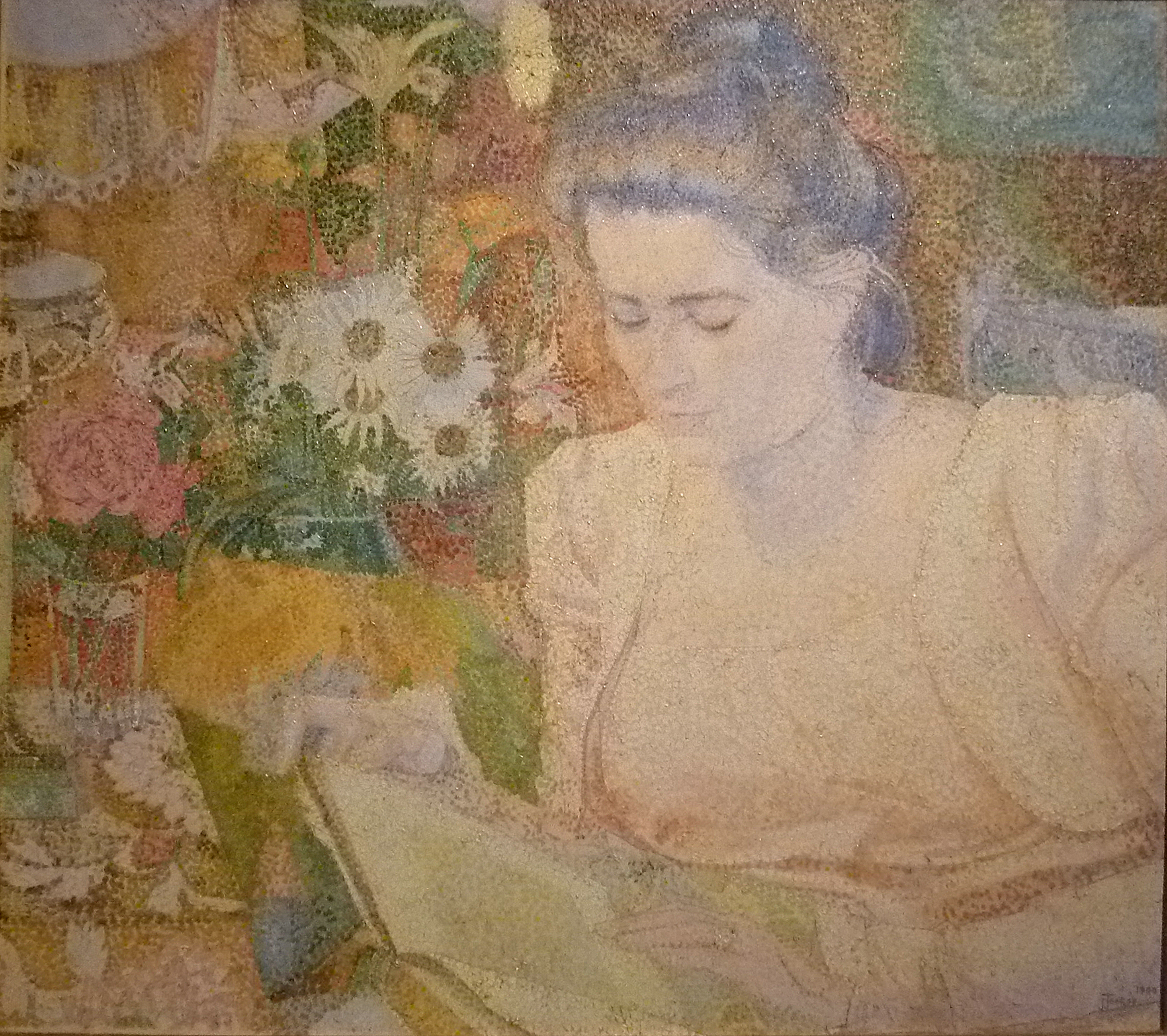
Ritratto di Marie Jeannette de Lange a opera di Jan Toorop (1900), collezione Rijksmuseum.

Nacque a Batavia, nelle Indie orientali allora sotto il controllo olandese, nel 1865. Suo padre era un ingegnere che lavorava per una società di cartografia. Sposò Jan Cornelius van Boumann nel 1884 e, all'età di 22 anni, si trasferì a L'Aia dove lavorò nel dipartimento finanziario olandese. Successivamente venne coinvolta a nella comunità artistica del paese dove conobbe, tra gli altri, il fotografo George Hendrik Breitner e il pittore Isaac Israels.
Nel 1898 aiutò a organizzare una mostra sul lavoro femminile, per la quale si occupò di disegnare il poster e la copertina del catalogo. Nel 1899, in seguito all'esposizione, de Lange fondò e ospitò gli incontri del Vereeniging voor Verbetering van Vrouwenkleeding (associazione per il miglioramento dell'abbigliamento femminile).
Nel 1902 all'interno dell'associazione ci fu una frattura tra coloro che volevano concentrarsi sulla donna lavoratrice e quelli che pensavano che la riforma fosse richiesta principalmente da coloro che spendevano soldi per vestiti alla moda ma scomodi. Quest'ultimo gruppo era presieduto da de Lange il cui approccio al mondo dell'alta moda fu assai conservatrice. Proprio per questo motivo, creò una rivista per propagandare il suo punto di vista.
Lange morì a Wapenveld nel 1923.